# ガーフィールド・ザ・ヒーロー
『ガーフィールド・ザ・ヒーロー』（英：Garfield's Pet Force）は、2009年に公開されたアメリカ合衆国のアニメ映画。ジム・デイビスの漫画『ガーフィールド』を原作とした、アニメと3D-CGの合成による映画である。オリジナルビデオ時タイトルは『ガーフィールド』。

## キャスト
※括弧内は日本語吹替。
- ガーフィールド/ガーズーカ - フランク・ウェルカー（杉田智和）
- ジョン/ジョン皇帝 - ウォーリー・ウィンガート（赤羽根健治）
- オーディ/オーディアス  - グレッグ・バーガー（堂坂晃三）
- ナーマル/アブナーマル - ジェイソン・マースデン（宮田幸季）
- アーリーン/スターリーナ - オードリー・ヴァシレフスキー（堀川千華）
- ベトピクス - ヴァネッサ・マーシャル（伊倉一恵）
- ウォーリー/ウォーリー教授 - ニール・ロス（板取政明）
- ナレーター - フランク・ウェルカー